# Libnotes infumosa
Libnotes infumosa är en tvåvingeart som beskrevs av Evgenyi Nikolayevich Savchenko 1983. Libnotes infumosa ingår i släktet Libnotes och familjen småharkrankar. Inga underarter finns listade i Catalogue of Life.